# Wildenberg
Wildenberg es un municipio situado en el distrito de Kelheim, en el estado federado de Baviera (Alemania), con una población a finales de 2016 de unos 1387 habitantes.
Se encuentra ubicado en el centro del estado, en la región de Baja Baviera, cerca de la orilla del río Danubio.